# A片現場不NG
《A片現場不NG》 （日語：メイクルーム）是一部2015年的日本喜劇電影，由森川圭擔任導演和編劇，森田亞紀、栗林里莉、川上奈奈美、伊東紅和住吉真理子主演。在2015年4月27日於義大利舉辦的遠東影展首映，同年5月9日在日本上映，同年7月17日在台灣台北電影節上映。
2016年推出續集《A片現場不NG2》 （日語：メイクルーム2）。

## 劇情大綱
故事以化妝師都築恭子的視角，呈現出A片拍攝現場的各種情況。全片沒有任何的性行為鏡頭，而是透過梳化間呈現成人片拍攝現場的幕後情況。包括AV女優記不住劇本、化妝師人手不足、臨時換角色、拍攝進度延宕、新人怯場、拍攝時被環境音干擾、片場跳電、顏射時精液射入眼睛等各種狀況，也呈現了AV女優這一行的樂趣與辛酸。

## 評價
美國影評人馬克·席林（Mark Schilling）在滿分5顆星裡給了這部電影3.5顆星的評價，他表示這部作品結合了令人愉悅的幽默與深刻的見解，呈現出了在AV片場的工作者的形象。影評人膝關節在滿分100分中給這部片打了84分，他認為這部電影呈現出情色產業的縮影，由於全片僅有單一場景，因此導演的功力很不簡單，並非只是帶觀眾以獵奇的角度一窺情色產業的幕後。

## 外部連結
- 官方网站